# トランスクルージョン

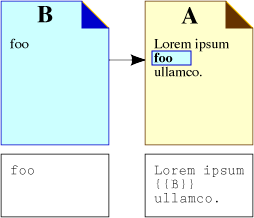
B が文書 A の中にトランスクルードされている。

トランスクルージョン（英: Transclusion）とは、参照によってある文書を別の文書に掲載すること、参照読み込み。動詞形はトランスクルード（英: Transclude）。
トランスクルージョンはハイパーテキストを成す機能のひとつ（さらにいえばその一形態）である。たとえば、日本に関する記事Aに、人口推移を表すデータを記事Bから引用するとする。このとき、記事Aにデータをコピー＆ペーストするのではなく、記事Aに記事B上のデータを直接表示できるようにする。このような参照関係は両記事をリンクする役割も持つ。
この用語はテッド・ネルソンが造り、著書『リテラリーマシン』で「ハイパーテキスト」や「ハイパーメディア」と共に使われた。

## 技術的課題

### 文脈中立性
トランスクルージョンは、トランスクルードされた部分が自己充足的であるときに最もうまく機能する。つまりその文章の意味と妥当性は、前後の文脈とは独立しているほうがよい。たとえば、「前節で説明したように」といった言葉は問題がある。トランスクルードされた文章は別の文脈に埋め込まれるため、このような言葉があると混乱が生じる。

### パラメータ化
状況によっては、トランスクルードされた文章は文脈中立性を厳密に保持していなくとも「パラメータ化」によってトランスクルード可能な形にできる。パラメータ化とは、トランスクルードされた文章の一部（プレースホルダー）を文脈（パラメータ）に応じて変化させることである。

## Webにおける利用

### HTML
HTMLによるトランスクルージョンは、いまのところ限定的である。直リンクによる画像等メディアファイルのトランスクルードは簡単だが、テキストのトランスクルードは難しい。HTML文書全体を入れ子にすることは可能だが、文書から一部テキストのみ抜粋して表示する方法は標準化されておらず、JavaScriptプログラミングを要する。
ただしこのことは、インターネットにおける帯域や計算資源への負荷、一般用途における「文脈中立性」「パラメータ化」の費用対効果を鑑みれば必ずしも不完全・不適切とはいえない。HTMLが現にハイパーテキストとして最も成功し普及していることと併せて留意すべきであろう。
なお、プログラムによりサーバ側でHTML文書に他文書の一部を挿入することもできるが、この場合はハイパーテキストの本質によらない単なる動的マージであり、こうして生成されたHTMLに挿入された情報は「参照」ではなくコピーである。

## 関連文献
- Di Iorio, A.; Vitali, F. (August 2003). "A Xanalogical Collaborative Editing Environment" (PDF). Proceedings of the Second International Workshop of Web Document Analysis 2003 (WDA2003). Edinburgh, UK.
- Kolbitsch, J.; Maurer, H. (2006年6月). “Transclusions in an HTML-Based Environment”. Journal of Computing and Information Technology 14 (2):  161-174.  オリジナルの2007-06-06時点におけるアーカイブ。.
- Kolbitsch, J. (2005年6月). “Fine-Grained Transclusions of Multimedia Documents in HTML”. Journal of Universal Computer Science 11 (6).
- Krottmaier, H. (2002). "Transcluded Documents: Advantages of Reusing Document Fragments" (PDF). Proceedings of the 6th International ICCC/IFIP Conference on Electronic Publishing (ELPUB2002). Czech Republic: Karlovy Vary. pp. 359–367. 2005年5月17日時点のオリジナル (PDF)よりアーカイブ。
- Krottmaier, H.; Helic, D. (2002). "Issues of Transclusions" (PDF). Proceedings of the World Conference on E-Learning in Corporate, Government, Healthcare, & Higher Education (E-Learn 2002). Montreal, Canada. pp. 1730–1733.
- Krottmaier, H.; Maurer, H. (2001年7月). “Transclusions in the 21st Century”. Journal of Universal Computer Science 7 (12):  1125–1136.
- Moore, A.; et al. (2001). "Personally tailored teaching in WHURLE using conditional translucion". Proceedings of the Twelfth ACM Conference on Hypertext and Hypermedia. Aarhus, Danmark. pp. 163–164.
- Nelson, T. H. (1981年). Literary Machines. Mindful Press ー日本語訳ありISBN 4756104185
- Nelson, T. H. (1995年). “The Heart of Connection: Hypermedia Unified by Transclusion”. Communications of the ACM (8):  31–33.
- Nelson, T. H. (1999年). “Xanalogical Structure, Needed Now More than Ever: Parallel Documents, Deep Links to Content, Deep Versioning and Deep Re-Use”. ACM Computing Surveys (4es).
- Wilde, E.; Lowe, D. (2002年). “XML Linking Language” (PDF). XPath, XLink, XPointer, and XML: A Practical Guide to Web Hyperlinking and Transclusion. Addison-Wesley Professional. pp. 169-198